# Parafia Matki Bożej Ostrobramskiej Matki Miłosierdzia w Grodnie
Parafia Matki Bożej Ostrobramskiej Matki Miłosierdzia w Grodnie – rzymskokatolicka parafia znajdująca się w Grodnie, na Augustówku, w diecezji grodzieńskiej, w dekanacie Grodno-Zachód, na Białorusi.

## Historia
W latach 1817–1818 właściciel majątku Augustówek gen. Maurycy de Lacy wybudował niedaleko swojego pałacu katolicką kaplicę pw. śś. Apostołów Piotra i Pawła. Od 20 grudnia 1818 była ona kaplicą filialną parafii franciszkańskiej w Grodnie. Nad zbudowaną w stylu klasycystycznym czworoboczną kaplicą wznosi się kopuła zwieńczoną latarnią i krzyżem. W ołtarzu umieszczono obraz Matki Boskiej, a po bokach podobizny św. Piotra i św. Pawła. Kaplicę poświęcono 29 czerwca 1818 r. W dniu 20 grudnia 1818 r. na polecenie mohylewskiego arcybiskupa Stanisława Siestrancewicza przy kaplicy założono filię parafii grodzieńskich franciszkanów. Po roku Maurycy de Laçy przekazał świątynię ojcom franciszkanom, by "odprawiali w niej Mszę Świętą w każdą niedzielę i w święta świętych patronów Piotra i Pawła". W krypcie świątyni znajdował się grobowiec rodu de Laçy. W świątyni odbywały się także śluby, na przykład 20 września 1903 r. miał miejsce ślub Ryszarda Jodkowskiego i Marii O'Brien de Laçy. Przy kaplicy świętych Piotra i Pawła w połowie XIX w. był czynny także szpital dla 6 ubogich. 
W 1939 została ona zamknięta i rozgrabiona przez komunistów. W 1997 roku grodzieńscy ojcowie franciszkanie zaczęli odnawiać zrujnowaną świątynię, wg projektu Światosława Szejko z 1996 roku. Podczas odbudowy nie odtworzono dekoracyjnego wypełnienia metop we fryzie belkowania i profilowanego obramienia portalu. Nie odtworzono też malowideł ściennych. Później ojcowie przekazali ją diecezjalnemu duchowieństwu, które dokończyło prace remontowe. Jednak przez zagrzybienie spowodowane nieużywaniem budynku od 1939 postanowiono wznieść tymczasową, drewnianą kaplicę, która szybko okazała się za mała dla liczącej 9000 osób społeczności wiernych.
10 stycznia 1998 biskup grodzieński Aleksander Kaszkiewicz erygował parafię Matki Bożej Ostrobramskiej Matki Miłosierdzia w Grodnie. W 2006 parafia otrzymała zgodę na budowę kościoła.
Patrz także: Pałac Augustówek w Grodnie

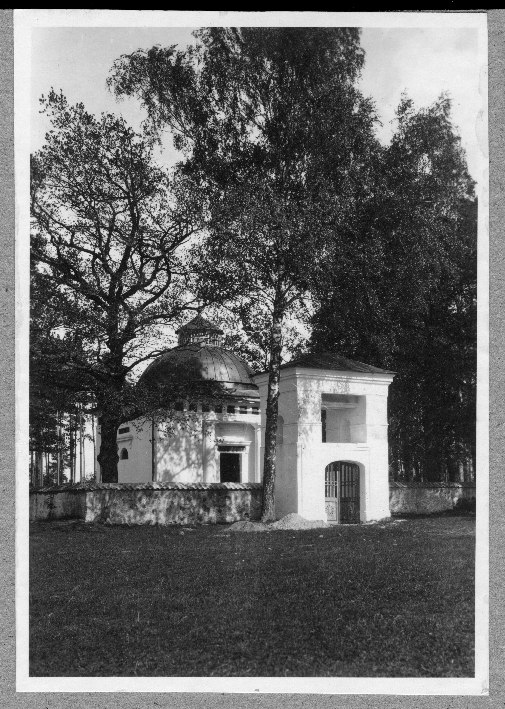
Kościół śś. Piotra i Pawła z dzwonnicą w Grodnie